# Jesús Ricardo Angulo
Pour les articles homonymes, voir Angulo.
Ne doit pas être confondu avec Jesús Alberto Angulo.
Jesús Ricardo Angulo, né le 20 février 1997 à Culiacán au Mexique, est un footballeur international mexicain qui évolue au poste d'ailier gauche au CD Guadalajara.

## Biographie

### Carrière en club
Jesús Ricardo Angulo est notamment formé par le Club Tijuana avant de rejoindre en 2015 les Dorados de Sinaloa. C'est avec ce club qu'il fait ses débuts en professionnels, jouant son premier match le 27 janvier 2016, à l'occasion d'une rencontre de coupe du Mexique face au Club Universidad de Guadalajara. Il entre en jeu à la place de Guillermo Rojas et son équipe s'incline par deux buts à un. Il joue son premier match de championnat le 13 mars 2016 contre le Deportivo Toluca, perdue par les Dorados sur le score de trois à zéro.
En 2018 il fait son retour au Club Tijuana, où il a été en partie formé.
Le 18 juin 2019 Jesús Ricardo Angulo s'engage en faveur du Club Necaxa.
Le 17 décembre 2019 est annoncé le transfert de Jesús Ricardo Angulo au CD Guadalajara pour un contrat courant jusqu'en décembre 2023. Il joue son premier match sous ses nouvelles couleurs le 12 janvier 2020, lors d'une rencontre de championnat face au FC Juárez. Il entre en jeu à la place d'Alexis Vega lors de cette rencontre remportée par son équipe sur le score de deux buts à zéro. Le 13 août 2020 il inscrit son premier but, face à cette même équipe du FC Juárez, le CD Guadalajara s'impose à nouveau par deux buts à zéro.

### En équipe nationale
Jesús Ricardo Angulo honore sa première sélection avec l'équipe nationale du Mexique face à Trinité-et-Tobago le 3 octobre 2019. Pour cette rencontre, il est titularisé et inscrit également son premier but en sélection. Le Mexique s'impose par deux buts à zéro ce jour-là.